# Фабріс Муамба
Фабріс Муамба (англ. Fabrice Muamba; нар. 6 квітня 1988, Кіншаса, Заїр) — англійський футболіст конголезького походження, що грав на позиції флангового півзахисника, півзахисника.
Виступав, зокрема, за клуби «Бірмінгем Сіті» та «Болтон Вондерерз», а також молодіжну збірну Англії.

## Клубна кар'єра
Вихованець футбольної школи клубу «Арсенал». Дорослу футбольну кар'єру розпочав 2005 року в основній команді того ж клубу.
2006 року приєднався до клубу «Бірмінгем Сіті». Відіграв за команду з Бірмінгема наступні два сезони своєї ігрової кар'єри. Більшість часу, проведеного у складі «Бірмінгем Сіті», був основним гравцем команди.
2008 року перейшов до клубу «Болтон Вондерерз», за який відіграв 4 сезони. Граючи у складі «Болтона» також здебільшого виходив на поле в основному складі команди. В березні 2012 року, під час матчу кубку Англії між Болтоном та Тоттенхемом зазнав серцевий приступ, через який його серце зупинилося на 78 хвилин. Після одужання,за порадами медиків, завершив футбольну кар'єру

## Виступи за збірні
2002 року дебютував у складі юнацької збірної Англії, взяв участь у 24 іграх на юнацькому рівні.
Протягом 2007—2011 років залучався до складу молодіжної збірної Англії. На молодіжному рівні зіграв у 33 офіційних матчах.

## Статистика виступів

### Статистика клубних виступів
| Сезон                        | Команда                      | Чемпіонат                    | Чемпіонат | Чемпіонат | Національний кубок | Національний кубок | Національний кубок | Континентальні кубки | Континентальні кубки | Континентальні кубки | Інші змагання | Інші змагання | Інші змагання | Усього | Усього |
| Сезон                        | Команда                      | Ліга                         | Ігор      | Голів     | Ліга               | Ігор               | Голів              | Ліга                 | Ігор                 | Голів                | Ліга          | Ігор          | Голів         | Ігор   | Голів  |
| ---------------------------- | ---------------------------- | ---------------------------- | --------- | --------- | ------------------ | ------------------ | ------------------ | -------------------- | -------------------- | -------------------- | ------------- | ------------- | ------------- | ------ | ------ |
| 2005–06                      | «Арсенал»                    | ПЛ                           | 0         | 0         | КА+КЛ              | 0+2                | 0                  | ЛЧ                   | -                    | -                    | CS            | 0             | 0             | 2      | 0      |
| 2006–07                      | «Бірмінгем Сіті»             | ЧФЛ                          | 34        | 0         | КА+КЛ              | 3+4                | 0                  | -                    | -                    | -                    | -             | -             | -             | 41     | 0      |
| 2007–08                      | «Бірмінгем Сіті»             | ПЛ                           | 37        | 2         | КА+КЛ              | 1+0                | 0                  | -                    | -                    | -                    | -             | -             | -             | 38     | 2      |
| Усього за «Бірмінгем Сіті»   | Усього за «Бірмінгем Сіті»   | Усього за «Бірмінгем Сіті»   | 71        | 2         |                    | 8                  | 0                  |                      | -                    | -                    |               | -             | -             | 79     | 2      |
| 2008–09                      | «Болтон Вондерерз»           | ПЛ                           | 38        | 0         | КА+КЛ              | 1+1                | 0                  | -                    | -                    | -                    | -             | -             | -             | 40     | 0      |
| 2009–10                      | «Болтон Вондерерз»           | ПЛ                           | 36        | 1         | КА+КЛ              | 4+3                | 0                  | -                    | -                    | -                    | -             | -             | -             | 43     | 1      |
| 2010–11                      | «Болтон Вондерерз»           | ПЛ                           | 36        | 1         | КА+КЛ              | 5+0                | 0                  | -                    | -                    | -                    | -             | -             | -             | 41     | 1      |
| 2011–12                      | «Болтон Вондерерз»           | ПЛ                           | 20        | 1         | КА+КЛ              | 2+2                | 0+1                | -                    | -                    | -                    | -             | -             | -             | 24     | 1      |
| Усього за «Болтон Вондерерз» | Усього за «Болтон Вондерерз» | Усього за «Болтон Вондерерз» | 130       | 3         |                    | 18                 | 1                  |                      | -                    | -                    |               | -             | -             | 148    | 4      |
| Усього за кар'єру            | Усього за кар'єру            | Усього за кар'єру            | 201       | 5         |                    | 28                 | 1                  |                      | -                    | -                    |               | 0             | 0             | 229    | 6      |